# عصوية ذهبية مجاريرية
عصوية ذهبية مجاريرية (الاسم العلمي: Chryseobacterium defluvii) هي نوع من البكتيريا، سلبية الغرام، تتبع جنس عصوية ذهبية.